# Zobor Jenő
Zobor Jenő, 1916-ig Weisz (Budapest, 1898. február 12. – Budapest, 1959. december 31.) magyar festőművész.

## Élete
Zobor Dezső (szül. Weisz Dávid) kereskedelmi könyvelő és Furcht Anna (1868–1944) fia. Tanulmányait a budapesti Képzőművészeti Főiskolán végezte. Mesterei Balló Ede és Fényes Adolf voltak. Elsősorban portrékat festett. 1920-ban szerepelt először kiállításon önarcképével. Ő tervezte A huszonötödik ucca című verseskötet címlapját, mely Bródy László költeményeit tartalmazza. 1934-ben, amikor Sziám királya Magyarországon járt, elkészítette portréját, melyet felajánlott az uralkodónak, aki később levélben fejezte ki köszönetét. A festmény elkészültéhez a király nem ült modellt, csupán kíséretének tagjai tették lehetővé Zobor számára, hogy vázlatokat készítsen róla, majd azok alapján megfesse az arcképét. 1947-ben a román nagykövetség megvásárolta Petru Groza román miniszterelnökről készített képét. Halálát hólyagrák okozta.

## Magánélete
Házastársa Klein Piroska volt, akit 1957-ben Budapesten, az Erzsébetvárosban vett nőül.